# Erlend Loe
Erlend Loe (Trondheim, 24 maggio 1969) è uno scrittore, traduttore e sceneggiatore norvegese.

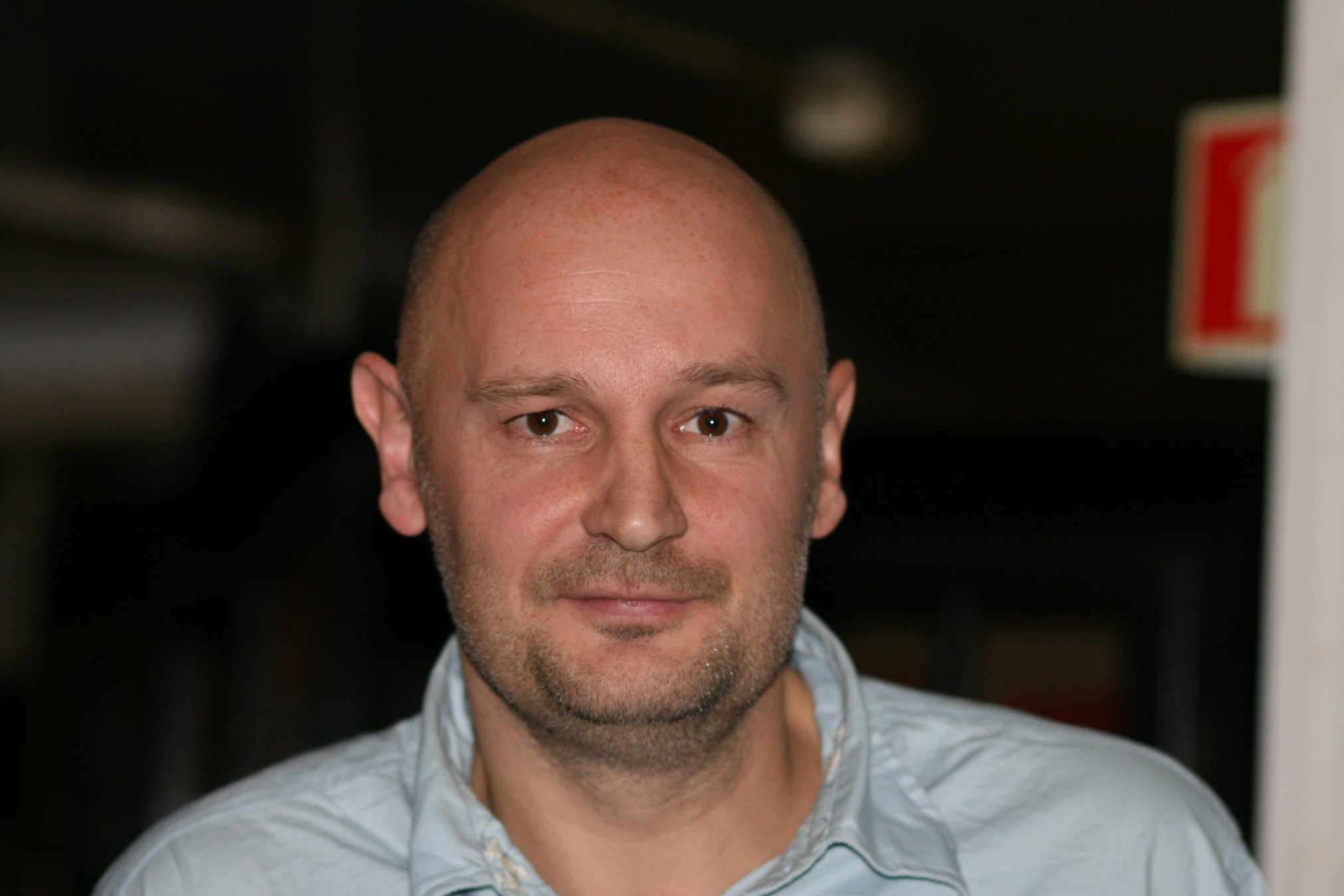
Erlend Loe al festival della letteratura al Cafè Sting 2007

Loe ha passato un anno in un liceo francese per un programma di scambio culturale, dove ha incominciato a scrivere. Ha studiato cinema e letteratura e ha un breve trascorso nella scuola di belle arti di Trondheim, ma la sua principale formazione è dovuta alla scuola nazionale danese di cinema (Den Danske Filmskole), a Copenaghen, dove si è formato come sceneggiatore.
Ha cominciato a lavorare in una clinica psichiatrica per poi diventare un giornalista freelance presso il quotidiano norvegese Adresseavisen. Attualmente vive a Oslo dove fa lo sceneggiatore per la Screenwriters Oslo. Debutta come scrittore nel 1993 con il primo libro Tatt av Kvinnen (Preso da lei) e l'anno successivo pubblica il suo primo libro per bambini Fisken.
Ha un suo caratteristico stile di scrittura naïf, con humor ed esagerazioni. Loe si dichiara infatti scrittore che ha bisogno di rompere le regole, avvalorandosi di una libertà creativa per cui l'atto di scrivere non deve mai perdere la dimensione ludica.
Il suo romanzo più famoso, Naif. Super, è stato tradotto in 15 lingue.

## Opere

### Narrativa
- 1993 - Tatt av kvinnen
- 1996 - Naif. Super (Naiv. Super, I ed. it. Milano, Iperborea, 2002)
- 1999 - L
- 2001 - Tutto sulla Finlandia (Fakta om Finland, I ed. it. Milano, Iperborea, 2008)
- 2004 - Doppler. Vita con l'alce (Doppler, I ed. it. Milano, Iperborea, 2007)
- 2005 - Volvo (Volvo lastvagnar, I ed. it. Milano, Iperborea, 2010)
- 2007 - Muleum
- 2009 - Saluti e baci da Mixing Part (Stille dager i Mixing Part, I ed. it. Milano, Iperborea, 2012)[1]
- 2011 - Fvonk
- 2013 - Vareopptelling
- 2015 - Slutten på verden slik vi kjenner den
- 2018 - Dyrene I Afrika

### Narrativa per bambini
- 1994 - Fisken
- 1995 - Kurt blir grusom
- 1996 - Den store røde hunden
- 1998 - Kurt quo vadis?

## Altri lavori
- 1994 - Maria & José, libro illustrato
- 2000 - Detektor, sceneggiatore
- 2007 - Tatt av kvinnen, sceneggiatore

## Altre opere tradotte
- Kurt et le poisson, La Joie de lire, 2006
- Méchant Kurt !, La Joie de lire, 2007
- Kurt quo vadis ?, La Joie de lire, 2007